# Christian Daniel Rauch
Christian Daniel Rauch (Arolsen, principado de Waldeck, Sacro Imperio Romano Germánico, 2 de enero de 1777 - Arolsen, principado de Waldeck, Confederación Germánica, 3 de diciembre de 1857) fue un escultor alemán del Neoclasicismo.
De familia pobre, sus padres le colocaron como aprendiz en el taller de Ruhl de Cassel. Después de estudiar en Roma (1804-1811), donde conoció el trabajo de Antonio Canova, su trabajo recibió la influencia de Bertel Thorvaldsen y adquirió una gran reputación de escultor funerario especialista en monumentos y retratos. Los encargos empezaron a llegarle desde que hizo un alabado trabajo, la reina Luisa de Prusia, que le fue encargado en 1811; siguieron Bülow y Scharnhorst en Berlín, Blücher en Breslau, Maximiliano en Múnich, Francke en Halle, Durero en Núremberg, Lutero en Wittenberg y el gran duque Pablo Federico en Schwerin. 
Entre sus obras maestras destacan el emperador Alejandro de Rusia y Federico el Grande (Berlín). Este último monumento fue proyectado en 1830 en colaboración con el arquitecto Schinkel e inaugurado en mayo de 1851, y consiste en un colosal bronce ecuestre de Federico sobre un pedestal con grupos de generales y soldados y con bajorrelieves que describen varias escenas de su vida. Esta obra le valió ser nombrado miembro honorario de destacadas academias europeas. La estatua de Kant para Königsberg y la de Thaer para Berlín ocuparon su atención durante sus últimos años; su última obra es un modelo de Moisés rezando entre Aarón y Hur.

## Galería

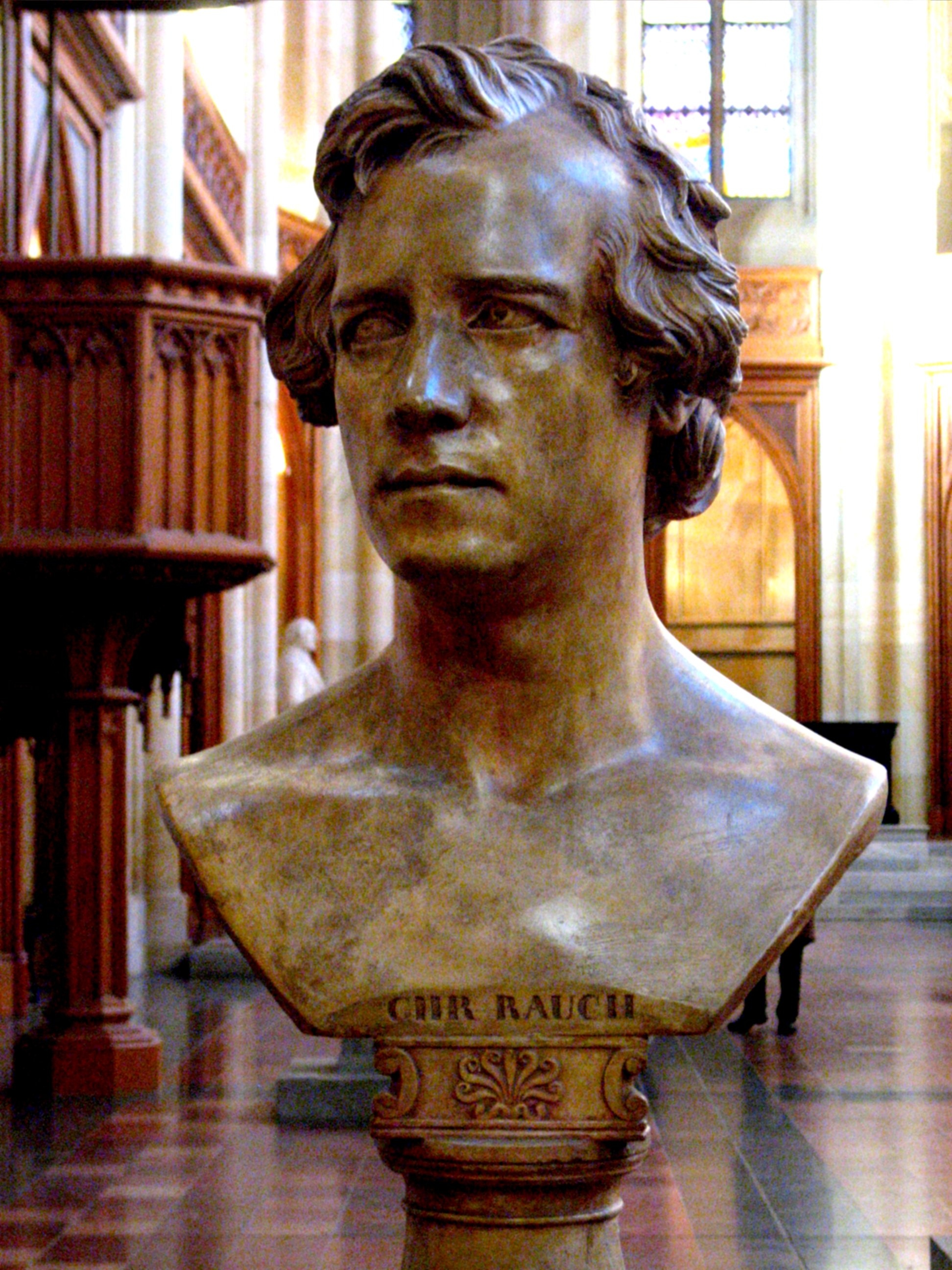
Autorretrato de tonos yeso (1828)
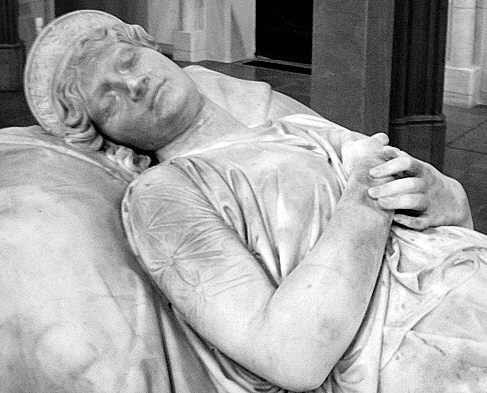
Sarcófago de la reina Luisa de Prusia
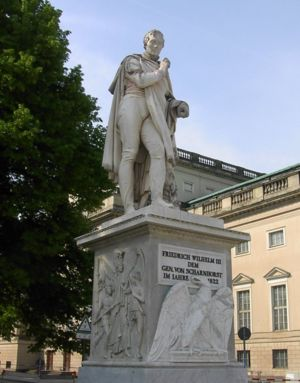
Estatua del General Gerhard von Scharnhorst
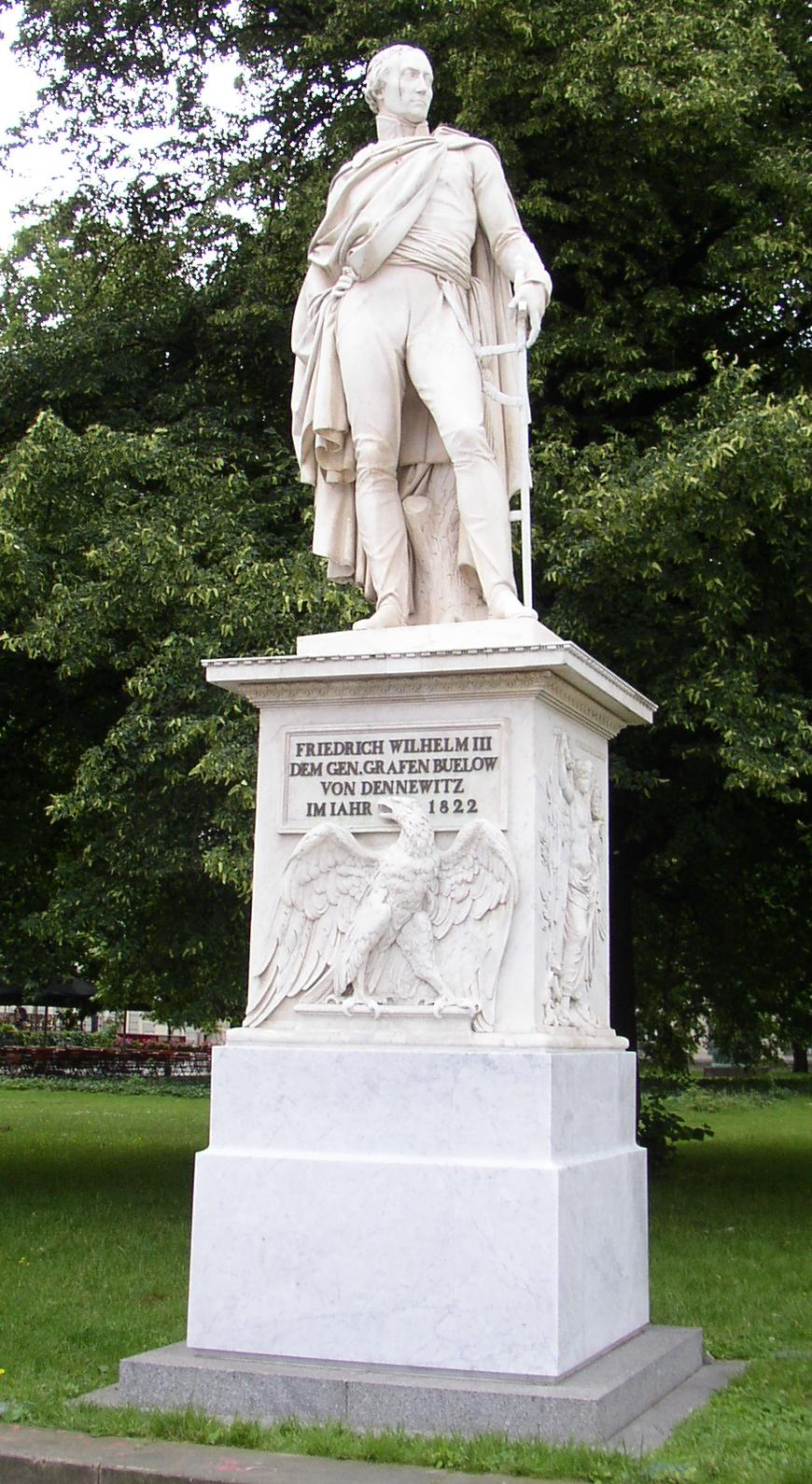
Friedrich Wilhelm von Bülow
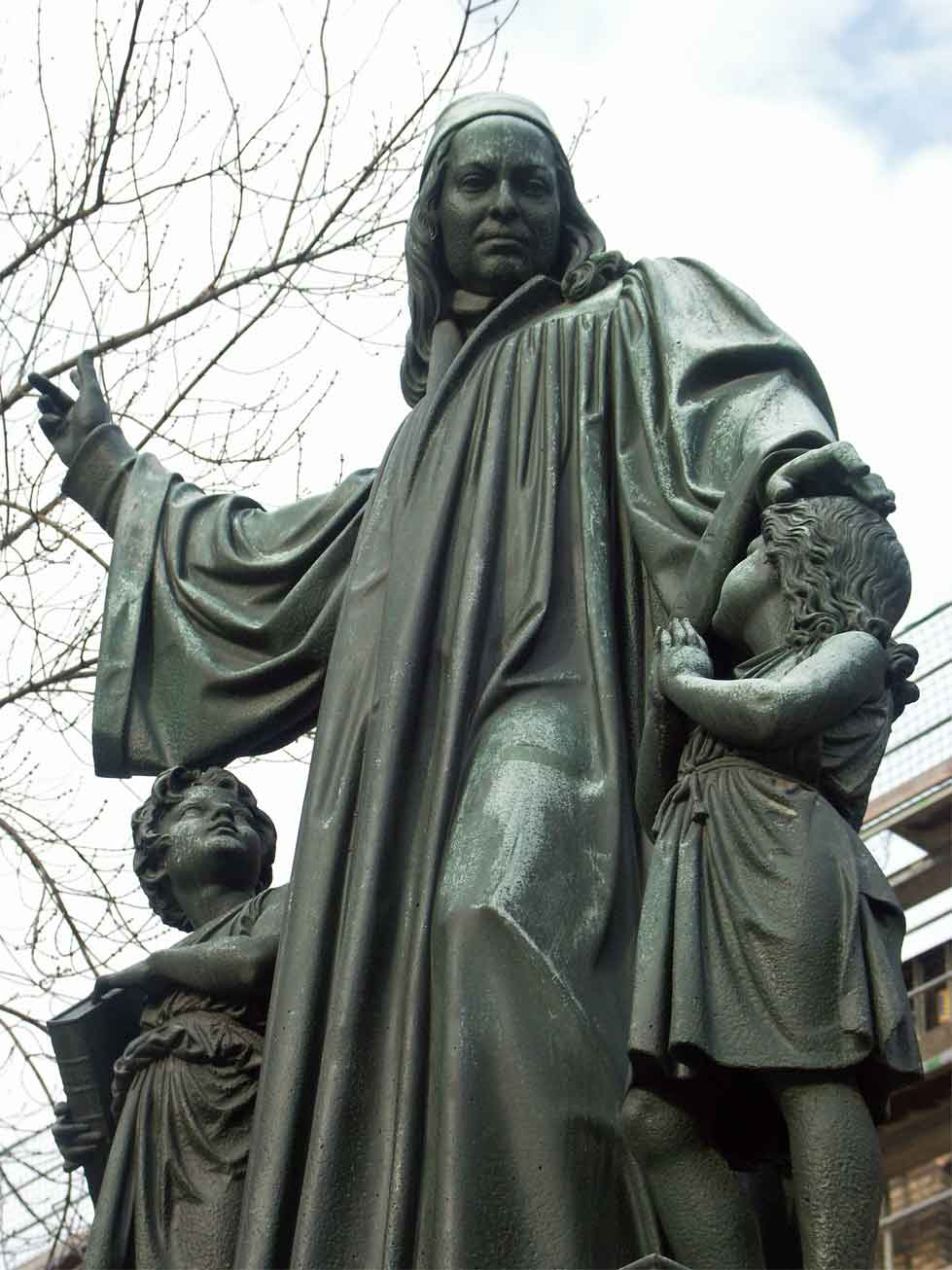
August Hermann Francke
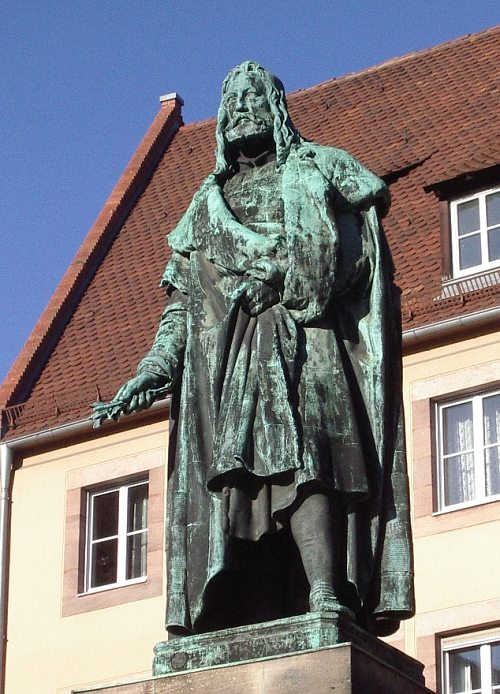
Alberto Durero
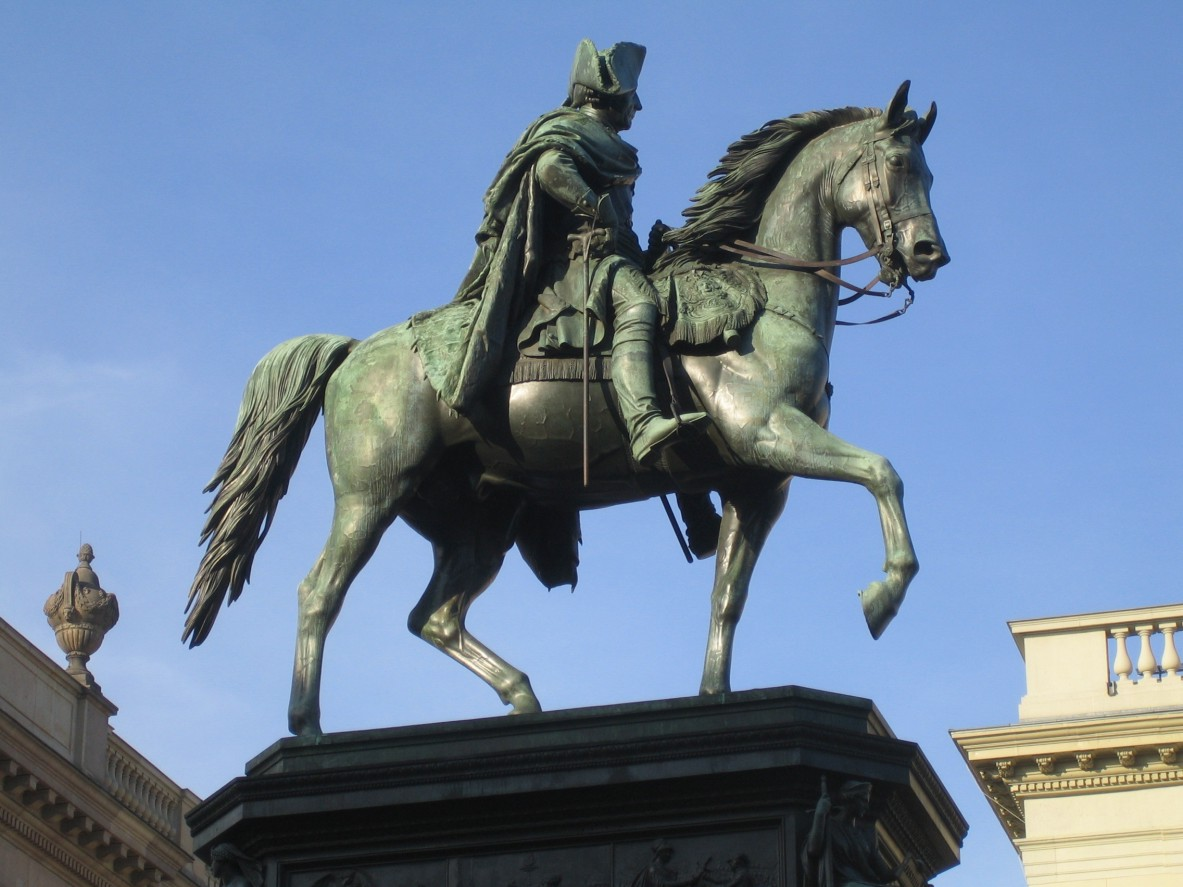
Estatua ecuestre de Federico el Grande
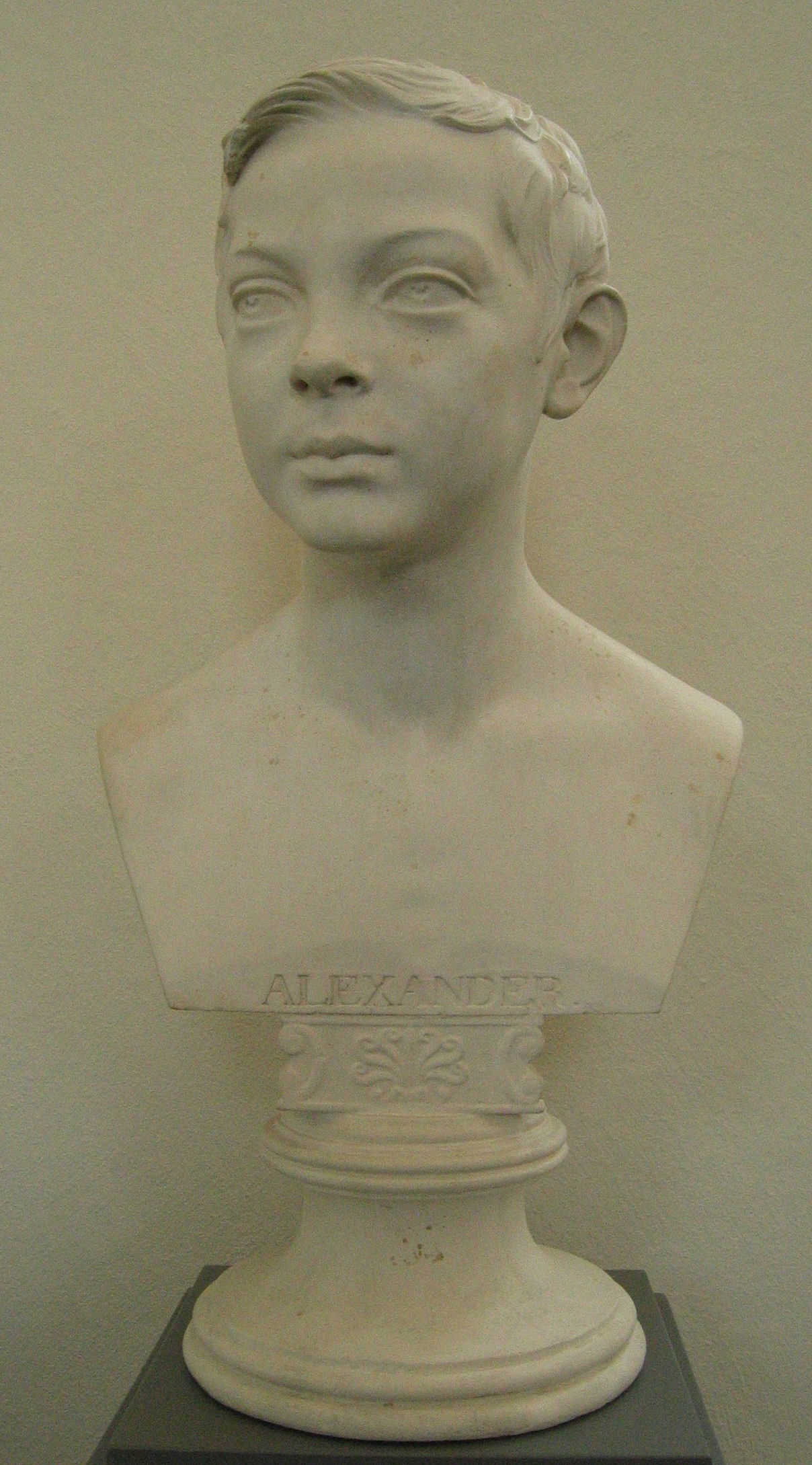
Alejandro II de Rusia, como niño